# John Hindmarsh

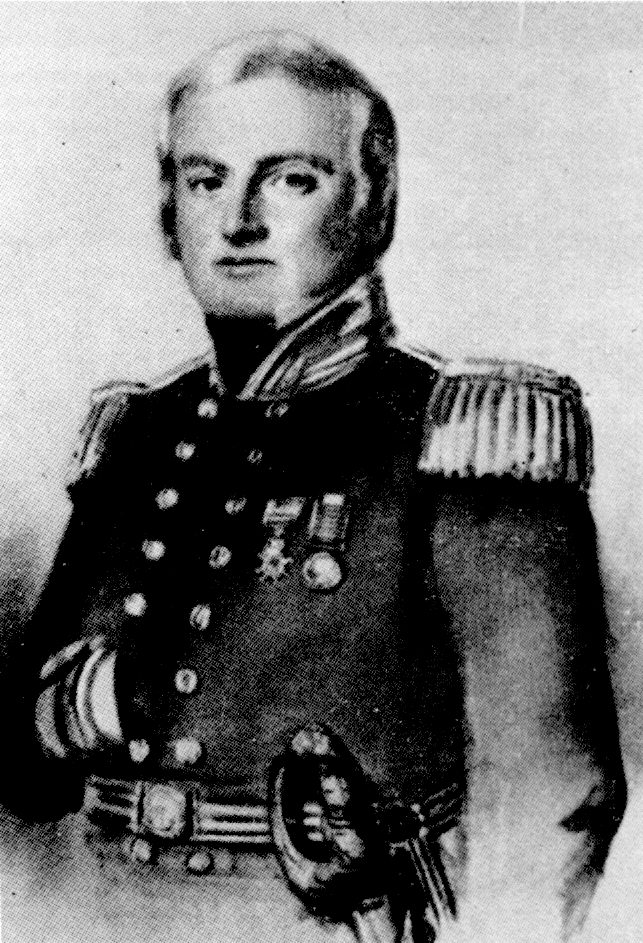
John Hindmarsh

Sir John Hindmarsh, KH (* 22. Mai 1785 in Kent; † 29. Juli 1860 in London) war ein britischer Marineoffizier und der erste Gouverneur von South Australia.

## Militärkarriere
John Hindmarsh trat 1793 im Alter von 8 Jahren in die Royal Navy ein und nahm im Folgenden an der Seeschlacht am 13. Prairial, dem Ersten Seegefecht von Algeciras und 1798 an der Seeschlacht bei Abukir teil. Bei Letzterer zeichnete er sich besonders aus, als er, nachdem alle Offiziere der HMS Bellerophon getötet oder verwundet worden waren, an Bord als 13-jähriger Midshipman der ranghöchste Unteroffizier war und das Kommando ergriff und das Schiff in Bewegung hielt, bis sein verwundeter Kapitän, Henry D'Esterre Darby (1749–1823), wieder übernehmen konnte. Im Jahr 1803 wurde er zum Lieutenant befördert. Zudem diente er auf der HMS Phoebe während der Schlacht von Trafalgar sowie in einigen anderen wichtigen Seeschlachten. 1814 wurde er zum Commander befördert. Im Jahr 1830 erhielt er das Kommando über die HMS Scylla und ein Jahr später, 1831, wurde er zum Captain befördert. 1836 wurde er von König Wilhelm IV. als Ritter des Guelphen-Ordens ausgezeichnet.

## Gouverneur von South Australia
Am 28. Dezember 1836 erreichte Hindmarsh South Australia zusammen mit einer Flotte der ersten britischen Siedler. Die Proklamation der neuen Kolonie erfolgte noch am selben Tag und Hindmarsh wurde zu ihrem ersten Gouverneur ernannt. Aufgrund einiger Unstimmigkeiten mit anderen Vertretern der britischen Krone in South Australia wurde Hindmarsh 1838 wieder nach London zurückberufen. Zwei Jahre später, im Jahr 1840, wurde er Vizegouverneur von Helgoland. Von Königin Victoria wurde er am 7. August 1851 zum Knight Bachelor erhoben.

## Letzte Jahre

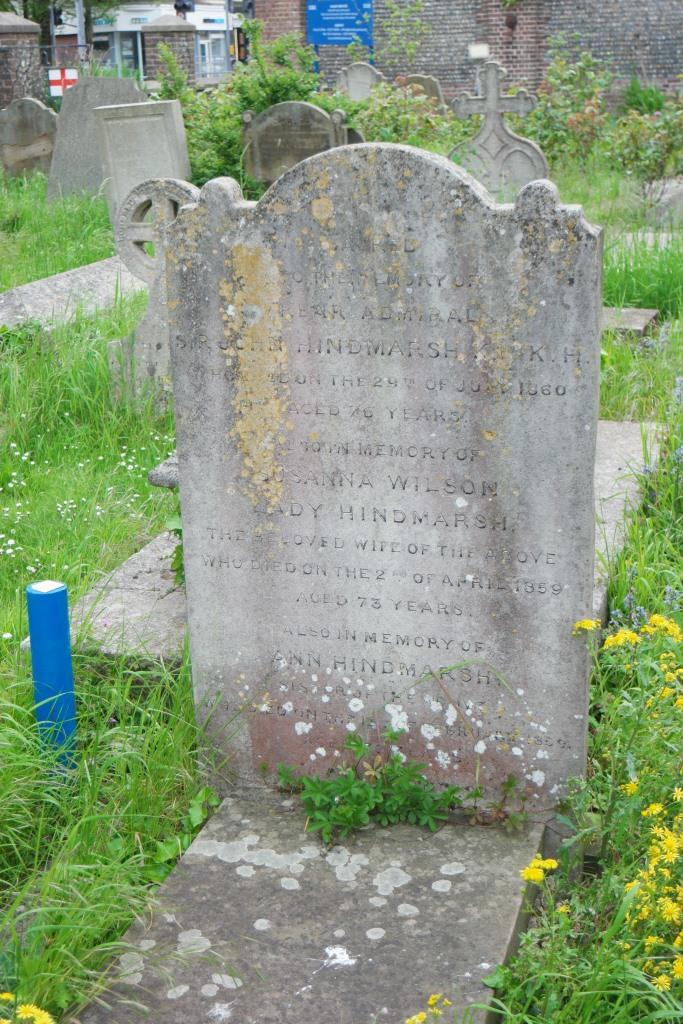
Grab von John Hindmarsh auf dem St. Andrew’s Churchyard in Hove, East Sussex

Anlässlich seines Eintritts in den Ruhestand wurde er 1856 in den Rang eines Rear-Admiral befördert. Er zog sich daraufhin auf ein Anwesen in der Küstenstadt Hove in Sussex zurück. Am 29. Juli 1860 starb er schließlich im Alter von 75 Jahren in London.

## Nach Hindmarsh benannte Orte
- Der Vorort von Adelaide, Hindmarsh.
- Der Bundeswahlbezirk „Division of Hindmarsh“
- Hindmarsh Island
- Hindmarsh River südlich von Adelaide
- Der „Hindmarsh Square“ in Adelaide
- Der „Hindmarsh Drive“ in der Hauptstadt Canberra